# Сальвадоре, Сандро
Сандро Сальвадоре (итал. Alessandro (Sandro) Salvadore; 29 ноября 1939, Милан — 4 января 2007, Костильоле-д'Асти) — итальянский футболист, защитник. Выступал за клубы «Милан», «Ювентус» и сборную Италии в 1960-х — 1970-х гг.

## Клубная карьера
Сандро Сальвадоре родился в Милане, и в 15 лет был замечен скаутами одноимённого клуба. Пройдя команды молодёжного сектора, он в возрасте 20 лет, 9 июля 1958 года дебютировал в основе «Милана», выйдя на поле в матче Кубка Италии с «Монцей», в котором «россонери» победили 1:0. В следующем сезоне, 21 сентября 1958 года Сальвадоре сыграл первый матч в Серии A с клубом «Триестина», где его команда победила 2:0. В рядах «россонери» Сальвадоре играл под 6 номером, и за время своего выступления за этот клуб, успел выиграть 2 скудетто (1958/59 и 1961/62). За клуб он провёл, в общей сложности, 84 матча и забил 1 гол. Последнюю игру за клуб он провёл 15 апреля 1962 года с клубом СПАЛ (3:0)
Отыграв за основу «Милана» 4 сезона, Сальвадоре перешёл в «Ювентус». Его дебютной игрой стал матч Кубка Италии с клубом «Брешиа», в котором «Старая Синьора» победила 5:2 Сандро понадобилось совсем немного времени, чтоб стать твердым игроком основы туринцев. Долгие годы Сальвадоре был стержнем обороны «Ювентуса», играя часто на позиции либеро. За время выступления в Турине, Сандро выиграл ещё 3 чемпионата Италии (1966/67, 1971/72 и 1972/73) и один Кубок Италии (1964/65). Сальвадоре с 1970 года до окончания своей карьеры в 1974 году время был капитаном «Ювентуса». Всего за «Юве» он провёл 453 матча и забил 17 голов.

## Сборная
С 1960 по 1970 год, Сальвадоре играл за сборную Италии и провел за неё 36 матчей. Он был частью команды на чемпионатах мира в 1962 и 1966 годах. Он также был в сборной на третьем чемпионате Европы по футболу в 1968 году, где сборная Италии завоевала золотые медали.
На чемпионат мира в 1970 году, Сальвадоре не поехал из-за двух курьёзных голов, который он забил в ворота своей команды в товарищеском матче против Испании. Тренер сборной Италии Ферруччо Валькареджи решил не брать 31-летнего Сандро на турнир, где в финале Италия была разгромлена Бразилией 4:1.

## После завершения карьеры
Сальвадоре после завершения карьеры, некоторое время был главным тренером, отвечавшим за молодёжный сектор «Ювентуса». Но быстро покинул этот пост и уехал в Асти, где купил себе маленькую ферму.
Последнее появление Сальвадоре на публике было 1 ноября 2006 года, когда он был приглашён на 109-летие «Ювентуса». Ему была вручена именная футболка с его любимым 6 номером.

## Смерть
Сандро Сальвадоре скончался от сердечного приступа 4 января 2007 года в Костильоле-д'Асти, в возрасте 67 лет.

## Титулы
«Милан»
- Победитель турнира Виареджо (2): 1959, 1960
- Чемпион Италии (2): 1958/1959, 1961/1962

«Ювентус»
- Чемпион Италии (3): 1966/67, 1971/72, 1972/73
- Обладатель Кубка Италии: 1964/1965

Сборная
- Чемпион Европы: 1968